# Camargoia
Camargoia (лат.) — род безжальных пчёл, из трибы Meliponini семейства Apidae. Не используют жало при защите. Хотя жало у них сохранилось, но в сильно редуцированном виде. Эндемик Южной Америки. Описан бразильским гименоптерологом Moure в 1989 году.

## Распространение
Неотропика: Бразилия, Французская Гвиана.

## Классификация
Известно 3 вида.
- Camargoia camargoi Moure, 1989
- Camargoia nordestina  Camargo, 1996
- Camargoia pilicornis (Ducke, 1911)